# (10002) Bagdasarian

Orbita Bagdasariana (niebieska) i planet (czerwona). Najbardziej odległą planetą jest Jowisz.

(10002) Bagdasarian – planetoida z grupy pasa głównego asteroid okrążająca Słońce w ciągu 5 lat i 215 dni w średniej odległości 3,15 j.a. Została odkryta 8 października 1969 roku w Krymskim Obserwatorium Astrofizycznym w Naucznym na Półwyspie Krymskim przez Ludmiłę Czernych. Nazwa planetoidy została nadana na cześć Aleksandra Sergiejewicza Bagdasariana (ur. 1946), wybitnego specjalisty w dziedzinie radioelektroniki, dyrektora Elco – przedsiębiorstwa badawczo-rozwojowego w Moskwie. Przed nadaniem nazwy planetoida nosiła oznaczenie tymczasowe (10002) 1969 TQ1.